# Pordim
Pordim (bulgariska: Пордим) är en ort i Bulgarien.   Den ligger i kommunen Obsjtina Pordim och regionen Pleven, i den centrala delen av landet, 140 km nordost om huvudstaden Sofia. Pordim ligger 182 meter över havet och antalet invånare är 2 230.
Terrängen runt Pordim är lite kuperad. Runt Pordim är det ganska tätbefolkat, med 70 invånare per kvadratkilometer.. Närmaste större samhälle är Pleven, 19,2 km väster om Pordim.
Trakten runt Pordim består till största delen av jordbruksmark.